# Bouwstraat (Ommen)
De Bouwstraat is een straat in de Nederlandse plaats Ommen in de provincie Overijssel.
De circa 120 meter lange Bouwstraat loopt vanaf de "Kruisstraat" tot aan "Hamsgoren". Er komen drie zijstraten op de Bouwstraat uit, dat zijn de "Gasthuisstraat", "Karnemelkstraat" en de "Tuinstraat".
Aan deze oude straat bevindt zich onder andere een Gereformeerde Kerk met de status van rijksmonument die gebouwd is in 1932.
De gemeente Ommen wil het oude karakter van het centrum van het stadje benadrukken en heeft daartoe ter afronding van de reconstructie van de Bouwstraat in 2007 twee bankjes geplaatst voor de Gereformeerde Kerk.

## Trivia
Opvallend is dat in Ommen, net als in Utrecht, een Gasthuisstraat en een Kruisstraat in de directe nabijheid van de Bouwstraat zich bevindt.